# The Menendez Brothers (documentaire)
The Menendez Brothers is een Amerikaanse documentairefilm uit 2024, geregisseerd door Alejandro Hartmann voor streamingdienst Netflix, waarin de broers Lyle en Erik Menendez, die in 1996 veroordeeld werden op de moord van hun ouders, hun kant van het verhaal vertellen.

## Verhaal
De documentairefilm vertelt het verhaal over Lyle en Erik Menendez die in 1996 veroordeeld werden voor de moord op hun ouders, die op 20 augustus 1989 plaats vond. In de documentaire vertellen de broers, voor het eerst in ongeveer dertig jaar, zelf over wat er exact heeft plaatsgevonden en waarom ze het deden. Dit doen de broers aan de hand van uitgebreide audio interviews vanuit de gevangenis, waar ze zich tijdens de documentaire nog steeds in bevinden.
Naast de broers komen andere betrokken van de zaak aan het woord, waaronder familie, juryleden, journalisten die erover berichtten en destijds officier van justitie Pamela Bozanich. Dit gebeurt afwisselend met archiefbeelden van de rechtszaken van hen in de jaren 90.

## Treden op in de documentaire
- Lyle en Erik Menendez, de broers die in 1996 veroordeeld werden op de moord van hun ouders.[3]
- Diane Vander Molen, de nicht van de Menendez broers; die tijdens de rechtszaak getuigde in hun voordeel.[4][5]
- Joan Vander Molen, tante van de Menendez broers; de zus van Kitty.[6]
- Pamela Bozanich, officier van justitie tijdens de eerste rechtszaak van de Menendez broers.[4]
- Robert Rand, journalist die verslag deed van de rechtszaken voor de Miami Herald en schrijver van het boek The Menendez Murders.[6]
- Alan Abrahamson, journalist die verslag deed van de eerste rechtszaak voor Los Angeles Times.[6]
- Hazel Thornton, jurylid tijdens de eerste rechtszaak en schrijver van Hung Jury: The Diary of a Menendez Juror.[6]
- Betty Oldfield, jurylid tijdens de eerste rechtszaak.[6]
- Andrew Wolfberg, jurylid tijdens de tweede rechtszaak.[6]
- Shelley Ross, voormalig producent en directeur van ABC News.[6]
- Dr. Ann Burgess, onderzoeker en psychiatrisch klinisch verpleegkundig specialist die tijdens de eerste rechtszaak als verdedigingsexpert diende.[6]
- Dr. William Vicary, verdedigingsdeskundige en psychiater die Erik behandelde.[6]
- John Conte, hoogleraar sociaal werk die als belangrijke verdedigingsexpert fungeerde in de rechtszaak tegen de broers.[6]
- Stanley Goldman, ervaren openbare verdediger uit Los Angeles.[6]
- Cliff Gardner, advocaat van de Menendez broers.[7]

## Achtergrond
De documentairefilm werd door streamingdienst Netflix eind september aangekondigd; dit deden ze een aantal dagen nadat  de serie Monsters: The Lyle and Erik Menendez Story, dat gebaseerd is op het waargebeurde verhaal van de Menendez broers, op hun streamingdienst in première was gegaan. De documentaire wordt geregisseerd door Alejandro Hartmann en geproduceerd door Ross M. Dinerstein en Rebecca Evans namens productiebedrijf Campfire Studios. Lyle en Erik Menendez verleenden van uit de gevangenis hun medewerking aan de documentaire, aan de hand van uitgebreide audio interviews.
Op 23 september 2024 werden de eerste bewegende beelden gedeeld in de vorm van een trailer. The Menendez Brothers ging op 7 oktober 2024 wereldwijd in première op Netflix. In zijn debuutweek werd de documentaire wereldwijd door 22,7 miljoen kijkers bekeken, hiermee was het de best bekeken Netflix film van die week.